# شتيمليه
شتيمليه هي مدينة من مدن كوسوفو. يبلغ عدد سكانها 27818 نسمة وذلك حسب إحصائيات سنة 2014. يبلغ ارتفاع المدينة عن سطح البحر قرابة 565 متر. تبلغ مساحتها 134 كم².